# Живон
Живон (фр. Givonne) насеље је и општина у североисточној Француској у региону Шампањ-Арден, у департману Ардени која припада префектури Седан.
По подацима из 2011. године у општини је живело 1127 становника, а густина насељености је износила 80,27 становника/km². Општина се простире на површини од 14,04 km². Налази се на средњој надморској висини од 196 метара.

## Демографија
| 1962. | 1968. | 1975. | 1982. | 1990. | 1999. | 2011. |
| ----- | ----- | ----- | ----- | ----- | ----- | ----- |
| 710   | 748   | 924   | 1.004 | 926   | 992   | 1.127 |

График промене броја становника у току последњих година